# Haru no Ashioto
Haru no Ashioto (はるのあしおと, literalment "Pas de la Primavera") és una novel·la visual per a adults de Minori lliurade el 23 de juliol del 2004. A la plataforma Playstation 2, Haru no Ashioto -Step of Spring- (はるのあしおと -Step of Spring-), fou llançat el 6 d'abril del 2006, i en fandisc, Sakura no Saku Koro (さくらのさくころ), fou llançat el 31 de març del 2006. El Step of Spring Paku Paku Pack de luxe ve amb titelles de les tres principals heroïnes (Yuzuki, Yū, i Nagomi). També, la caixa Paku Paku Pack és excepcionalment gran (al voltant del doble de la grandària de la PlayStation 2). La pel·lícula d'introducció està feta per Makoto Shinkai. El joc se desenvolupa en un xicotet poble de ficció anomenat Mefukino (芽吹野) i localitzat en el Japó, on el protagonista retorna després de les seues experiències en Tòquio.

## Personatges principals
Tatsuki Sakurano (桜乃樹, Sakurano Tatsuki)
Yuzuki Kaede (楓ゆづき, Kaede Yuzuki)
Veu de Natsumi Yanase
Yū Sakurano (桜乃悠, Sakurano Yū)
Veu d'Hiroko Taguchi
Nagomi Fujikura (藤倉和, Fujikura Nagomi)
Veu de Junko Okada
Chika Shinomiya (篠宮智夏, Shinomiya Chika)
Veu de Kumiko Nishihara